# جون هيو ماكميلان
جون هيو ماكميلان (بالإنجليزية: John Hugh MacMillan)‏ هو شخصية أعمال أمريكي، ولد في 28 فبراير 1928 في منيابولس في الولايات المتحدة، وتوفي في 23 أبريل 2008.